# Francesco Uetam
Francesco Uetam fue un bajo mallorquín cuyo verdadero nombre era Francisco Mateu y Nicolau pero que italianizó por el de Francesco e invirtió las letras de su apellido, transformándolo en Uetam, por el que sería conocido mundialmente.

## Biografía
Había nacido el 4 de mayo de 1847 en   Mallorca (Islas Baleares) y sus padres, que regentaban un estanco, fueron Francisco y Margarita. Siendo aún niño recibió lecciones gratuitas de música, la economía familiar era modesta, del profesor de flauta Ignacio Muntaner y un día, casualmente, el director de orquesta y compositor Juan Goula tuvo la oportunidad de escucharlo, ofreciéndose para ser su profesor de canto.
Su primera actuación pública fue el 27 de noviembre de 1869 en el Teatro Principal de Palma de Mallorca, cantando Linda di Chamounix, obteniendo una buena crítica.
El 23 de mayo de 1877 estrenó en el Teatro San Fernando de Sevilla el Réquiem de Verdi, siempre con la compañía de Juan Goula. 
En 1887 marcha a Rusia, donde cantará en el Teatro Mariinski de San Petersburgo el Fausto de Gounod, El barbero de Sevilla, Mefistófeles de Boito, La sonnambula y Les Huguenots.
En 1878 triunfa con el Fausto de Gounod en el Teatro San Carlos de Lisboa
En 1879 se presenta en el Teatro Real de Madrid. En 1882 regresa a San Petersburgo, luego a Sevilla y diversas ciudades españolas.
En 1885 alcanza el definitivo reconocimiento su arte al ser contratado, con un magnífico sueldo, por el conde de Michelena para el Teatro Real de Madrid. Su mayor triunfo en este coliseo sería Robert le diable cantando junto a Roberto Stagno. En Madrid cantaría con Elvira Brambilla, Mila Kupfer, Giuseppina Pasqua, Gayarre, Angelo Masini, Francesco Tamagno, Fernando De Lucia, entre otros. Fue famoso el Fausto de Gounod cantado por tres grandes: Mila Kupfer, Gayarre y Uetam; tras varias funciones, Uetam tuvo desacuerdos con el empresario Michelena y fue sustituido por el bajo Francesco Navarrini.
En 1886, dentro de la temporada del Teatro Real de Madrid, se representó de nuevo Fausto de Gounod, con un elenco de lujo: Uetam, José Oxilia, Mattia Battistini y la soprano Bibiana Pérez.
En 1887, en Madrid, cantó Les Huguenots y I Puritani junto a Giuseppina Gargano y Ramón Blanchart. Al año siguiente cantó Lakmé junto a Emma Nevada.
En 1889 en el Teatro Paglianao de Florencia intervino en Robert le diable junto a Gemma Bellincioni y Roberto Stagno.
Tras un paréntesis de descanso, el famoso bajo regresó al escenario en 1902 en el Teatro Cervantes (Málaga) cantando de nuevo Fausto de Gounod y Lucrezia Borgia de Donizetti. En 1903 dejó de ser Uetam para convertirse de nuevo en Francisco Mateu
El 19 de mayo de 1913 murió, famoso y rico, en su domicilio de Palma de Mallorca (Islas Baleares).

## Estilo Vocal

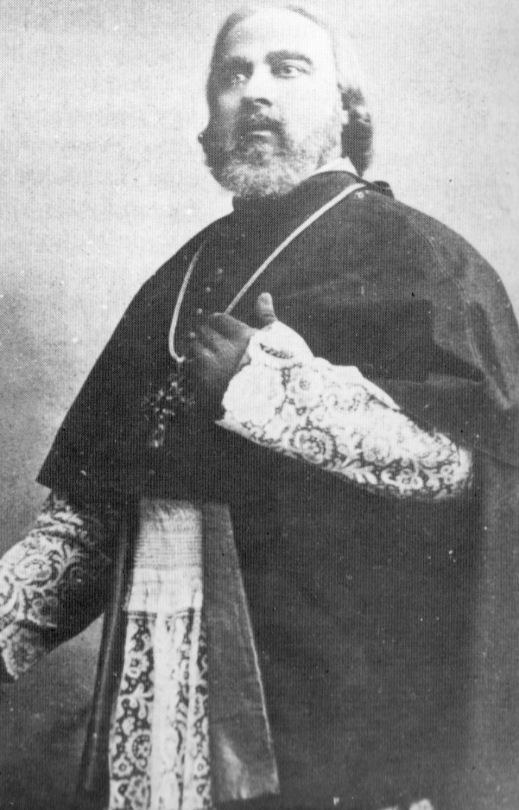
Uetam como el Cardenal de La Judía (Meyerbeer).

Francesco Uetam tenía una notable presencia escénica, que dotaba a sus personajes de verosimilitud y prestancia. Su voz era amplia y capaz de emitir tanto sonidos dulces y tiernos como graves y sonoros.
Las óperas donde Uetam cimentó su fama como uno de los bajos mejores del mundo fueron: L'étoile du nord de Meyerbeer, Don Carlo de Verdi, El barbero de Sevilla de Rossini, Mefistófeles de Boito, Fausto de Gounod, Les Huguenots de Meyerbeer, Robert le diable también de Meyerbeer, Lucrezia Borgia de Donizetti, Lakmé de Léo Delibes y La Juive de Halévy. 
Richard Wagner no mereció la atención de Uetam, solo cantó Lohengrin junto con Gayarre.

## Discografía
Según algunos biógrafos de Francasco Uetam, este habría grabado varios registros en 1903, aunque de ser cierta esta información, los registros se habrían perdido.
Actualmente, se conserva un cilindro de cera , que impresionó en 1900, la balada "Cor Fedele", que se encuentra editado en el CD "Grandes Cantantes del Teatro San Fernando de Sevilla" (Sello Lindoro, 1998).